# Massacre de Katin
|  | No s'ha de confondre amb Massacre de Khatín. |

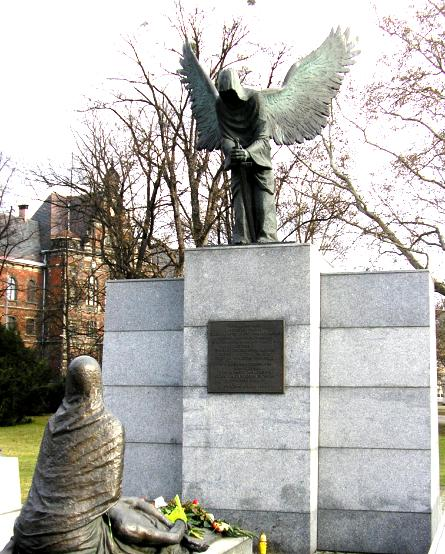
Monument commemoratiu de la ciutat de Wrocław

La massacre de Katin (en polonès: zbrodnia katyńska, 'crim de Katin') fou la matança que les tropes soviètiques de l'NKVD van portar a terme entre el 3 i el 19 d'abril de 1940 en un bosc prop dels pobles de Katin i Gnezdovo (uns 19 km a l'oest de Smolensk, Rússia), tot assassinant uns 10.000 oficials i civils polonesos provinents, sobretot, dels camps de presos de guerra de Kosselsk.
No obstant això, sovint per la massacre de Katin s'entén també el total d'assassinats en sèrie perpetrats als camps de presoners de guerra de Starobelsk i Ostaixkov, juntament amb les execucions per ordre de Stalin dels presoners polítics de l'oest de Belarús i l'oest d'Ucraïna perpetrades al bosc de Katin, a les casernes de l'NKVD de Smolensk i finalment en presons de Kalinin (Tver), Khàrkiv, Moscou i altres ciutats soviètiques. La xifra de víctimes ascendeix a un total d'aproximadament 22.000 -i la xifra habitualment citada n'és de 21.768.
La descoberta de les fosses comunes per la Wehrmacht alemanya el 1943 va provocar la total ruptura de les relacions entre el govern de Polònia exiliat a Londres i la Unió Soviètica. La massacre va ser inicialment instrumentalitzada per l'aparell de propaganda nazi, mentre que sota el règim de Stalin va ser la Unió Soviètica qui va intentar desentendre's de la massacre tot atribuint-la a la Wehrmacht alemanya. No va ser fins al 1990 que Mikhaïl Gorbatxov va reconèixer la Unió Soviètica com a autora de l'assassinat en massa. El crim de Katin encara avui dia enterboleix les relacions entre Rússia i Polònia.

## Contextualització històrica
Després d'haver estat repartida entre Prússia, Àustria i Rússia el 1795, Polònia va desaparèixer literalment del mapa polític durant 123 anys. Sota l'ocupació dels seus tres veïns el poble polonès va resistir i, fins i tot, va protagonitzar revoltes importants els anys 1830 i 1863 contra l'opressió russa, unes fracassades revoltes que van ser durament reprimides. No va ser fins al 1919, a conseqüència de la Primera Guerra Mundial, que Polònia va recuperar finalment la seva independència. No obstant això, el 1920 l'Exèrcit Roig es va llançar a la conquesta de Varsòvia i s'inicia així la Guerra polonesosoviètica en la qual Lenin pretenia guanyar influència sobre l'Alemanya prerevolucionària agitada pel luxemburguisme. A causa de la resistència polonesa, així com als errors soviètics, la Unió Soviètica es va haver de fer enrere en la seva temptativa i amb la signatura de la pau de Riga el 1921 les dues parts van posar fi al conflicte. Stalin no oblidaria mai aquesta ofensa i guardaria un profund rancor contra les elits poloneses. Tampoc Alemanya i el seu creixent nacionalsocialisme veien amb bons ulls el renaixement de la nació veïna, i amb el pacte secret del 23 d'agost de 1939 amb la Unió Soviètica van acordar a Moscou un nou repartiment de Polònia.
Polònia va ser envaïda per l'exèrcit alemany l'u de setembre de 1939 i per l'Exèrcit Roig el dia 17 del mateix mes. Per tal de justificar la invasió, la Unió Soviètica va posar com a pretext la protecció de la població belarussa i ucraïnesa, majoritàries als territoris polonesos en qüestió.

## La massacre

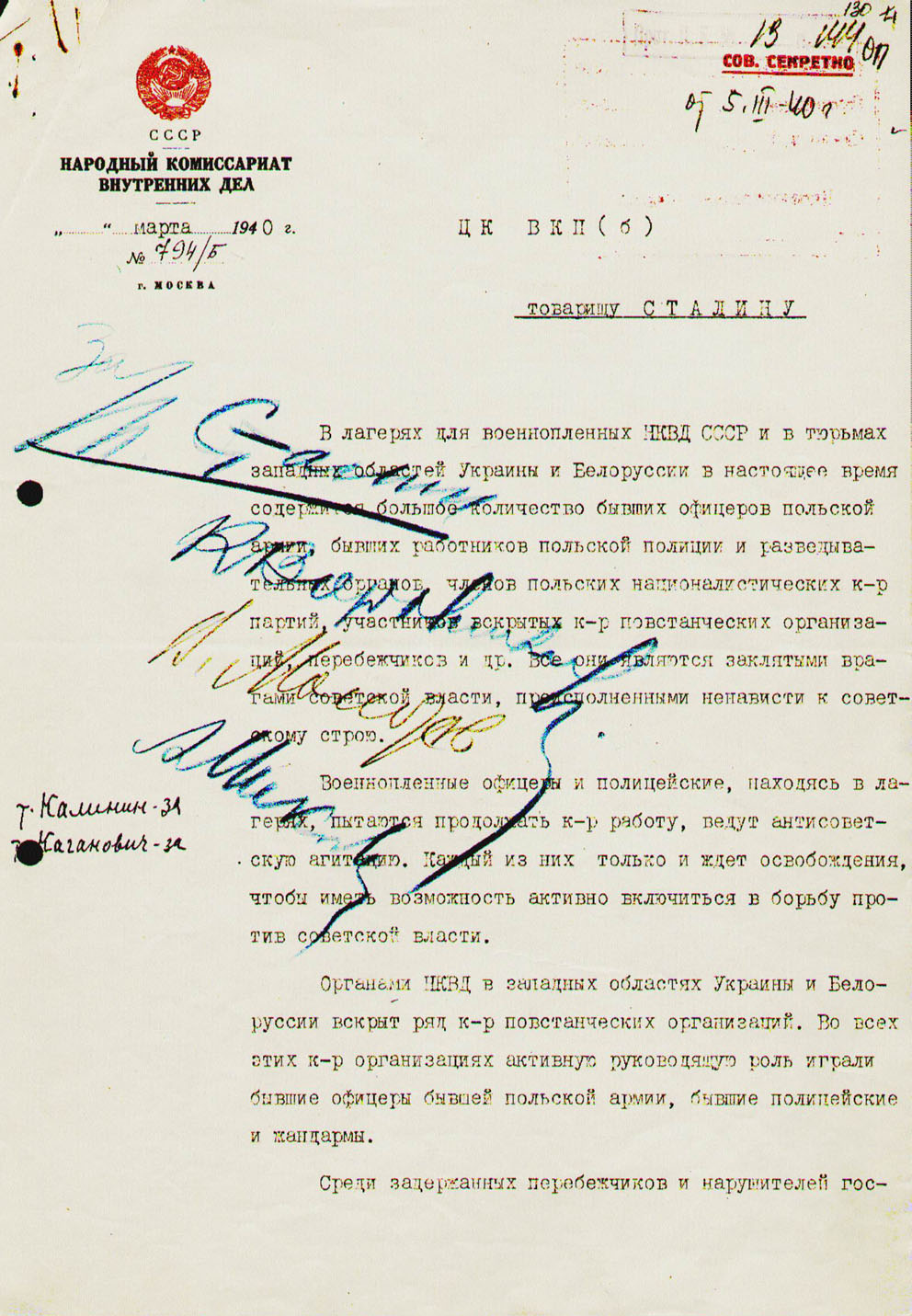
Memoràndum del 5 de març de 1940 de Lavrenti Béria a Ióssif Stalin, proposant l'execució dels oficials polonesos

Un cop signat el pacte de no-agressió entre Hitler i Stalin, amb la subsegüent ocupació soviètica de la part oriental de Polònia a la tardor de 1939, aproximadament 14.700 soldats i oficials de l'exèrcit i policia polonesa en territori soviètic van ser fets presoners de guerra.
El 5 de març de 1940 Stalin, Mólotov, Kaganòvitx, Voroixílov, Mikojan, Béria i Kalinin -membres del Politburó del PCUS- van signar l'ordre d'execució dels "nacionalistes i activistes contrarevolucionaris" dels territoris ocupats. Aquesta àmplia i vaga definició va posar directament sota el punt de mira uns 27.700 polonesos -presoners de guerra inclosos. Aproximadament 10.000 intel·lectuals i policies polonesos van ser assassinats.
Entre el 3 i el 19 d'abril de 1940 l'NKVD va assassinar uns 10.000 presos a Katin, sent la immensa majoria d'ells assassinats pel botxí principal de l'NKVD, Vasili Blokhin. Dels quals, 4.421 provenien del camp de presoners de guerra de Kosselsk (óblast de Kaluga) i 3.982 del camp de Starobilsk (óblast de Luhansk, Ucraïna). Així mateix, els cadàvers dels presos assassinats al camp de Kosselsk també van ser sepultats al bosc de Katin.
Aproximadament 6.500 oficials de l'exèrcit, policia i guàrdia civil, i també alguns civils van ser conduïts al camp de presoners de guerra d'Ostaixkov, emplaçat al monestir de Nilov, a l'illa Stolobny del llac Seliger. A principis d'abril de 1940, els reclusos van ser transportats al poble de Miednoje, allunyat uns 30 quilòmetres de Kalinin. Un cop allà, empresonats en cel·les, les víctimes van ser assassinades a sang freda. Només 124 persones van sobreviure a la matança.
El juny de 2006, l'arqueòleg polonès Andrzej Koła va descobrir al bosc de Bykownia (avui, regió pertanyent a Kíev) una altra fossa comuna amb encara més víctimes de l'NKVD. La fossa es calcula que conté unes 3.435 víctimes. A la mateixa regió, s'hi troben sepultades un gran nombre de víctimes de les purgues de Stalin, disperses en més de cent diferents fosses comunes.
Entre els molts intel·lectuals polonesos que l'NKVD va liquidar durant la massacre de Katin s'hi troben els coneguts matemàtics Stanisław Ruziewicz, Józef Marcinkiewicz i Stefan Kaczmarz; tot i que sobre aquests darrers hi ha dubtes raonables, ja que sembla que Marcinkiewicz va ser assassinat a Kharkiv i Kaczmarz va morir mesos abans, el setembre de 1939, a prop de Varsòvia. Una altra de les víctimes va ser el pare del popular director de cinema Andrzej Wajda, el qual el 2007 va portar a la pantalla els fets de la massacre amb la seva pel·lícula Katyń. Això no obstant, a diferència del que s'havia suposat durant molt de temps, el pare de Wajda no va ser executat al bosc de Katin, sinó al camp de presoners de Starobielsk, a Charkow. Janina Lewandowska fou l'única dona executada.

## Descobriment de la massacre

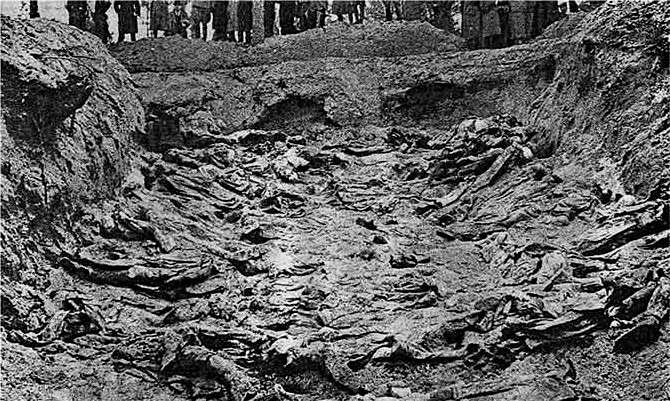
Una de les fosses comunes de Katin

Ja l'any 1942 treballadors polonesos del ferrocarril van descobrir la fossa comuna a Katin i van informar-ne l'Estat Polonès Clandestí (Polskie Państwo Podziemne). No obstant això, la notícia va ser ignorada, ja que la gent es negava a creure que les fosses continguessin tants morts. El tràgic destí dels presoners desapareguts va restar ignorat fins a l'abril de 1943, quan soldats de la Wehrmacht sota les ordres de Rudolph-Christoph Freiherr von Gersdorff van descobrir les fosses comunes del bosc de Kosji Gory, prop de Katin, les quals albergaven les restes de milers d'oficials polonesos. Segons declaracions de la població local, les víctimes havien estat assassinades al llarg de la primavera de 1940.
Joseph Goebbels va veure en la descoberta una excel·lent oportunitat per enterbolir les relacions entre Polònia, els aliats occidentals i la Unió Soviètica. El 13 d'abril, Berlín Ràdio va donar la notícia sobre la descoberta per les forces militars alemanyes de les fosses comunes del bosc de Katin, prop de Smolensk. L'emissió radiofònica culpava la Unió Soviètica d'haver portat a terme la massacre el 1940. El govern polonès a l'exili va ordenar immediatament una investigació del fets, encarregada al comitè internacional de la Creu Roja a Ginebra. La Unió Soviètica des de bon principi es va oposar frontalment a l'obertura d'una investigació i va tallar tot contacte amb el govern polonès a l'exili, acusant-lo de complicitat amb Hitler. Els fets havien enterbolit la coalició anti-Hitler i els alemanys havien triomfat en el seu objectiu de debilitar la coalició aliada, tot mostrant al món la cara més fosca del règim soviètic.

## Investigació de 1943 i propaganda nazi

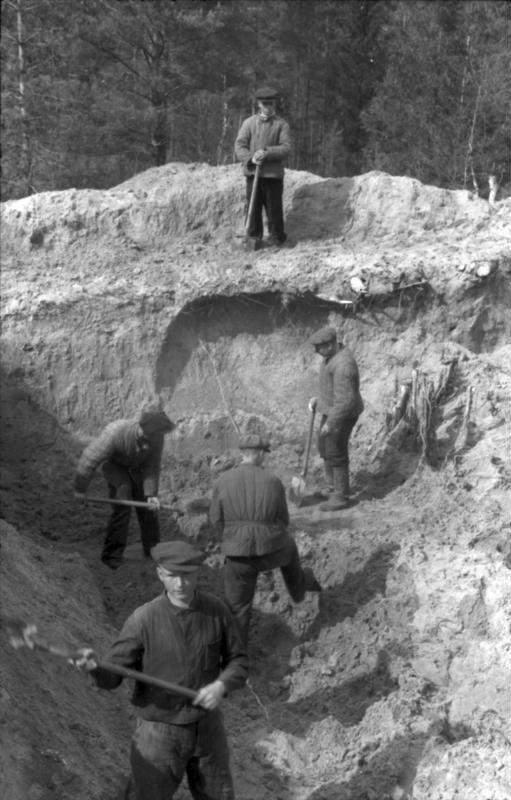
Desenterrament de les fosses (març/abril de 1943), imatge de l'aparell de propaganda nazi

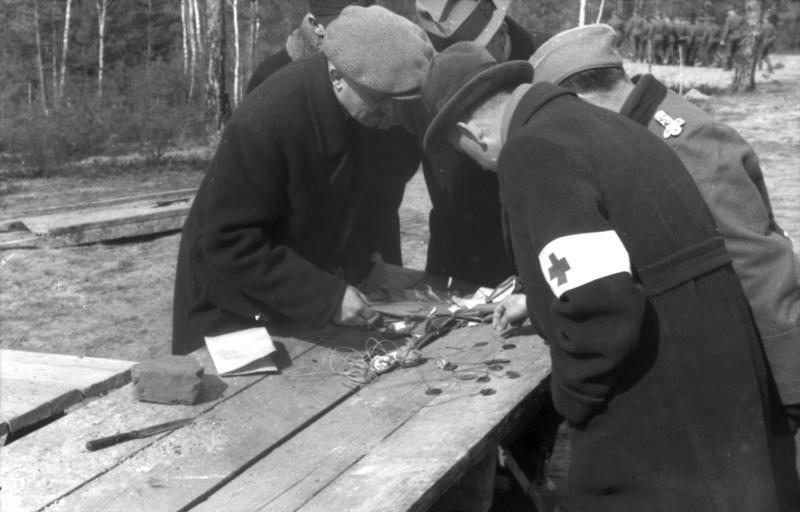
Investigació d'objectes trobats a les fosses comunes (març/abril de 1943)

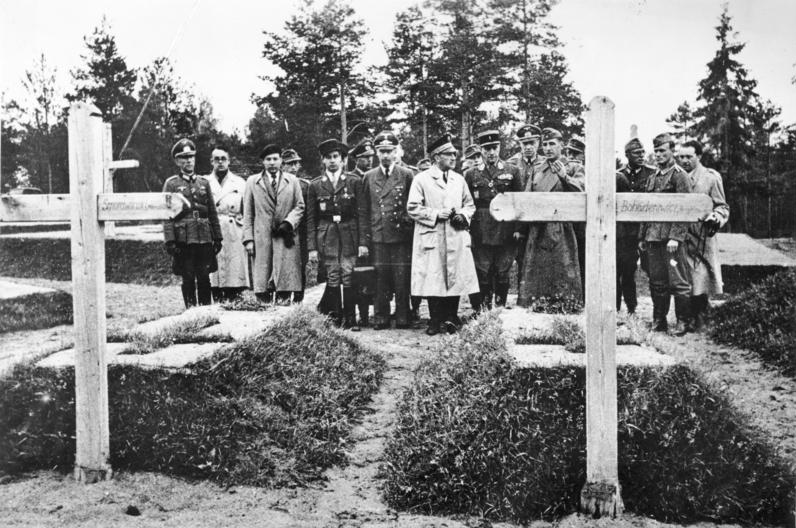
Katin, destapament de les fosses comunes, fossa de generals polonesos

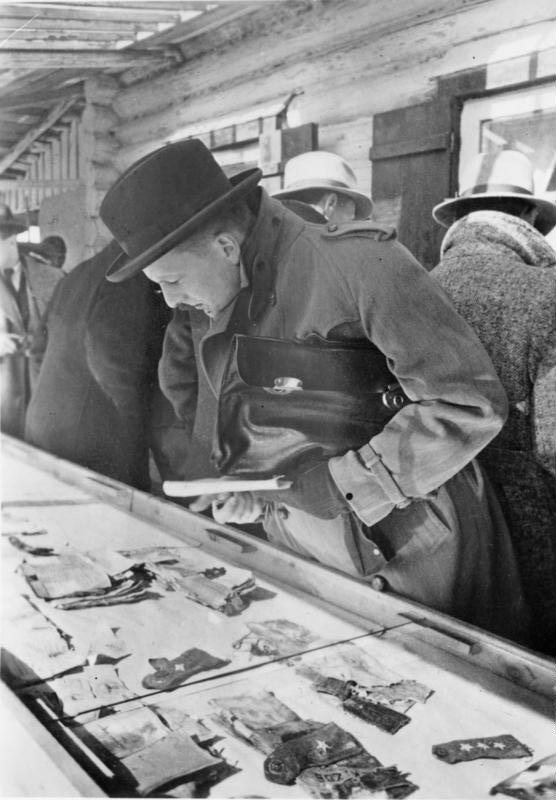
Destapament de les fosses comunes dels oficials polonesos assassinats a principis de 1940 en territori de guerra soviètic

El procés d'exhumació dels cadàvers de Katin va ser portat a terme per una comissió dirigida pel forense alemany Gerhard Buhtz. La comissió d'investigació internacional responsable de l'exhumació dels cadàvers estava formada per 12 forenses d'alta reputació pertanyents a 11 països europeus diferents: Bèlgica, Bulgària, Dinamarca, Finlàndia, França, Itàlia, Croàcia, Països Baixos, Romania, Suècia, Eslovàquia i Hongria. A més, hi havia també representants de la comunitat polonesa a l'exili i de la Creu Roja polonesa. Entre el 28 i 30 d'abril de 1943, la comissió va examinar les fosses comunes, aleshores ja destapades, i va extreure més cadàvers del subsòl tot determinant escrupolosament la data de mort de les víctimes.
El comitè internacional de la Creu Roja va rebutjar la seva participació en l'exhumació per la protesta de la Unió Soviètica.
La comissió va emetre un dictamen unànime sobre els treballs d'exhumació dels cadàvers en el qual es concloïa que les víctimes havien estat assassinades a la primavera de 1940. El dictamen, que s'havia servit de la diagnosi dels forenses i també dels papers i cartes trobades als cadàvers, era concloent i irrefutable, i no deixava dubtes sobre l'exactitud de la data del crim.
El diari alemany Deutscher Verlag va publicar el 1943 els resultats de l'informe pericial: "Els cadàvers presenten tots un tir al clatell, causant únic de la mort. Segons les declaracions de testimonis, i també segons cartes, diaris personals, diaris, etc., es conclou que l'afusellament de les víctimes es va produir entre els mesos de març i abril de 1940...". Ja que les fosses comunes estaven ubicades en un territori ocupat per la Unió Soviètica entre la primavera de 1940 i fins al juny de 1941, la responsabilitat del crim va ser evident per tots els membres participants en la investigació.
La massacre de Katin va ser utilitzada de manera múltiple per l'aparell de propaganda nazi: a nivell internacional per afeblir la imatge de l'enemic de guerra soviètic; a nivell local, deixant clar a la resistència polonesa dels territoris ocupats que no podia comptar amb l'ajut de la Unió Soviètica com a aliada contra el règim nazi i, a més, -en consonància amb el típic anticomunisme de l'aparell de propaganda nazi- donava una clara lliçó al poble polonès sobre el perill bolxevic.

## Investigacions de 1943 i propaganda soviètica
A la darreria de l'any 1943, la Unió Soviètica va aprofitar la retirada de la Wehrmacht alemanya per portar a terme una pròpia investigació de la massacre amb científics, militars i intel·lectuals com l'escriptor Aleksei Tolstoi. Es va crear així la «Comissió especial d'investigació i determinació dels fets succeïts durant l'afusellament al bosc de Katin d'oficials polonesos fets presoners de guerra». El president de la comissió era Nikolai Nilovitsh Burdenko (1876 - 1946), cirurgià en cap de l'Exèrcit Roig.
Els altres membres de la comissió d'investigació eren el polític soviètic Nikolai Mikhàilovitx Xvernik (1888 - 1970), l'acadèmic Borís Ievguénievitx Vedeniev (1884 - 1946), l'heroïna soviètica Valentina Grizodubova (1910 - 1993), el polític soviètic Andrei Jdànov (1896 - 1948), el bisbe metropolità de Kíev i Galítsia Nikolai, l'agrònom ucraïnès Trofimi Denisovitch Lysenko (1898 - 1976), l'historiador Ievgueni Víktorovitx Tarle (1875 - 1955) i l'acadèmic Ilia Pavlóvitx Trainin (1886 - 1949).
La comissió va dictaminar que els tirs al clatell havien tingut lloc a l'octubre de 1941 i, per tant, eren de responsabilitat alemanya. Durant el procés d'exhumació de les víctimes, la comissió d'experts soviètics havia trobat diferents pertinences amb dates diverses com novembre de 1940, març de 1941 o bé juny de 1941, la qual cosa demostrava que les execucions havien estat dutes a terme pels feixistes alemanys.
El diari Nordwest-Nachrichten i l'Agència de notícies TASS informaven a principi de 1946 i el 30 de desembre de 1940, respectivament, que la justícia soviètica havia processat deu presoners de guerra alemanys per la seva implicació en la massacre de Katin. Set dels presoners havien estat condemnats a pena de mort; els tres restants havien estat condemnats a vint anys de treball forçat.

## Katin als judicis de Nuremberg a partir de 1946

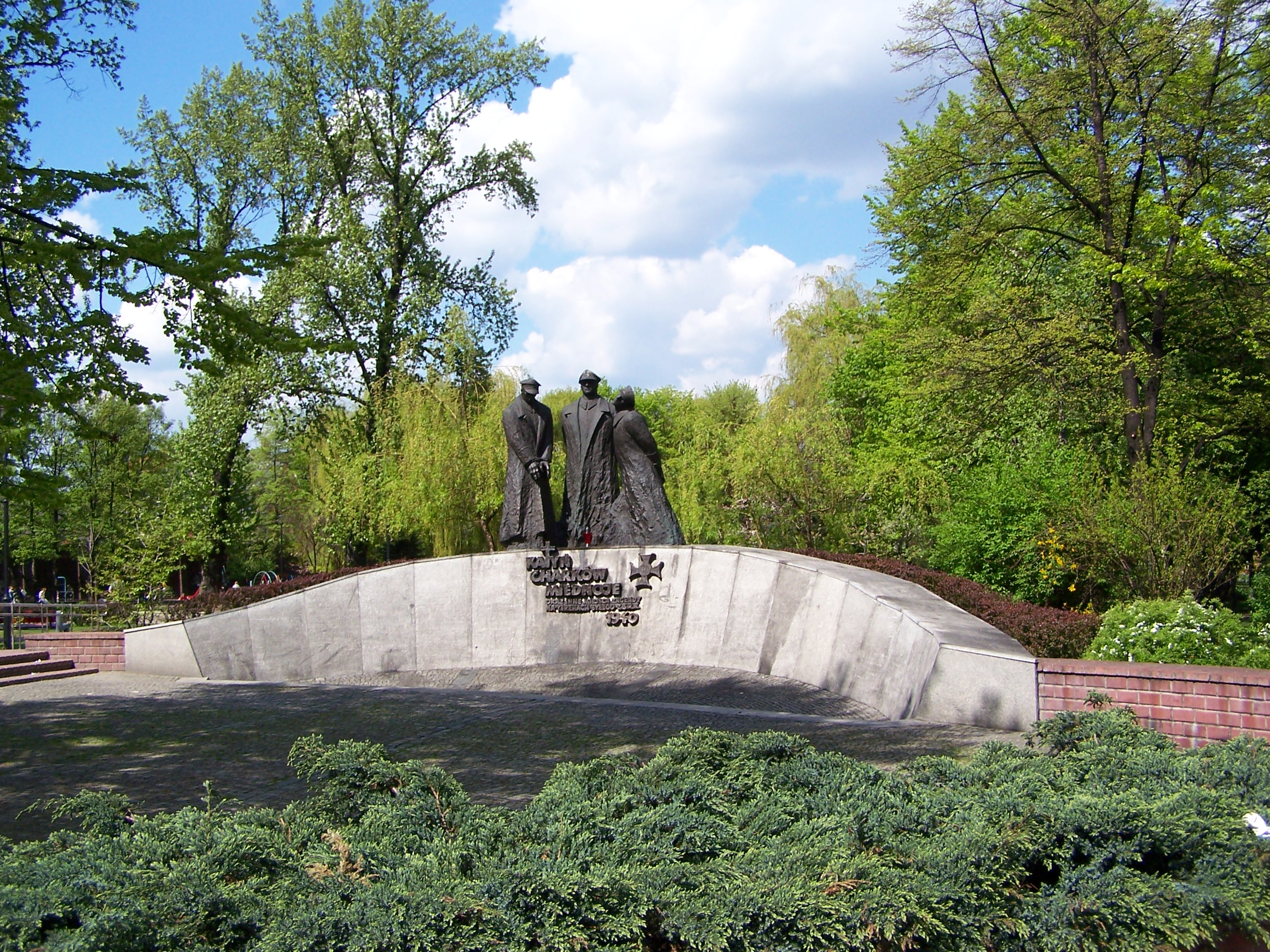
Monument commemoratiu a la ciutat de Katowice

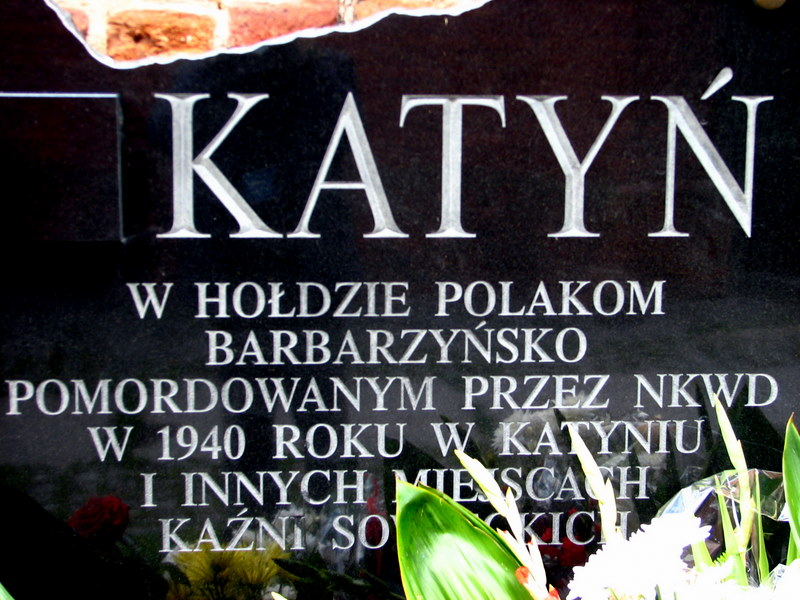
Placa commemorativa a Gniezno

Abans que comencessin els judicis de Nuremberg, l'acusació soviètica pretenia inculpar el règim nazi com a responsable de la massacre. No obstant això, el jutge estatunidenc Francis A. Biddle va considerar aquesta petició desmesurada i va encarregar al delegat Wechsler una investigació per aportar claredat sobre els fets. Com que els aliats no tenien gens d'interès que la propaganda soviètica prengués el protagonisme i enterbolís el judici, van deixar el jutge soviètic Nikíttxenko en minoria i van amenaçar amb la publicació de la desfavorable investigació de Wechsler i amb la detenció del fiscal soviètic Rudenko si continuava menyspreant el tribunal tot insistint amb les seves demandes. Katin va quedar així al marge de la sentència.
El règim soviètic va continuar amb el seu afany d'imputar el seu propi crim de guerra als nacionalsocialistes alemanys, assolint un èxit sovint no menyspreable, i no va ser fins al canvi polític de 1989 que la seva actitud va canviar.
Tant a la República Democràtica Alemanya com a la República Popular de Polònia la mentida va ser defensada per mitjans de comunicació i polítics, i a les escoles s'ensenyava als alumnes que la massacre era responsabilitat de la Wehrmacht alemanya. Tota objecció contra aquests fets era, per descomptat, titllada sistemàticament de revisionista i d'actitud neonazi. D'altra banda, també a l'República Federal d'Alemanya (RFA) grups i partits polítics d'esquerra com per exemple el Partit Comunista Alemany/Marxista-Leninista (Kommunistische Partei Deutschlands/Marxisten-Leninisten, KPD/ML), atribuïen fins a almenys l'any 1979 la massacre als alemanys.

## Reconeixement de la massacre per la Unió Soviètica i Rússia
El 13 d'abril de 1990, per fi, Gorbatxov va reconèixer oficialment la culpabilitat de la Unió Soviètica, responsable única de la massacre de Katin.
No obstant això, la revista russa de temàtica militarhistòrica Wojenno-Istoritscheski Schurnal publicava encara entre 1990 i 1991 tota una sèrie d'articles en els quals es difonia la versió que els responsables de la massacre eren els alemanys.
El gest de Gorbatxov va ser aprovat i continuat pel president rus Borís Ieltsin, que el 1992 va donar a Polònia l'acta de 1940 amb la qual Làzar Kagànovitx, Stalin, Béria i d'altres destacats polítics soviètics havien ordenat les execucions a Katin.
Segons documents soviètics, un total de 21.857 polonesos hi havien estat executats; segons dades de Polònia, la xifra augmentava per contra fins a aproximadament 30.000 víctimes.
Malgrat la responsabilitat del règim soviètic i del seu partit, tant el president Vladímir Putin com el govern rus d'avui dia s'han negat a reconèixer oficialment les víctimes de la massacre de Katin com a víctimes del terror estalinista. El 2004, la justícia russa va al·legar pretextos com la confidencialitat dels documents o el fet que els autors dels crims ja havien mort, per posar fi així a la investigació que portava oberta des de feia anys. El Tribunal Suprem rus va confirmar aquesta decisió el 2009.

## Ressò mediàtic
La massacre de Katin ha estat tema d'inspiració de diverses pel·lícules:
- El 1943, es va filmar el documental alemany Im Wald von Katyn ('Al bosc de Katin').
- El 1992, aparegué el documental Katyn - Der Massenmord und die Propagandalüge ('Katin - L'assassinat en massa i la mentida propagandística'), una coproducció alemanya, polonesa i russa dirigida per Barbara Dyrschka i Marek Grzona. El 1994, el film va ser guardonat amb el premi de cinema de Sant Petersburg.
- El 2001, s'estrenà la pel·lícula Enigma amb Dougray Scott i Kate Winslet, que abordava els fets de Katin i el mutisme dels aliats en assabentar-se dels fets.
- El 2006, la directora danesa Lisbeth Jessen va fer un documental amb el títol La massacre de Katin, sobre la participació danesa en els treballs d'exhumació de les víctimes.
- El 2007 es va estrenar Katyn, dirigida del director polonès Andrzej Wajda, el pare del qual era considerada una de les víctimes de Katin. El film va ser nominat a l'Oscar a la millor pel·lícula de parla no anglesa de 2008.